# Chuck Parsons
Charles W. "Chuck" Parsons (Bruin, Kentucky, 6 februari 1924 - Walnut, Californië, 3 januari 1999) was een Amerikaans autocoureur. In 1969 won hij de 24 uur van Daytona.

## Carrière
Parsons verhuisde in 1948 van zijn geboortestaat Kentucky naar Monterey in Californië. In 1950 opende hij een garage die handelde in tweedehands auto's. In 1958 begon hij zijn autosportcarrière als amateurcoureur met een zelf gekochte Austin-Healey. Korte tijd later kocht hij een Porsche 356A, waarmee hij in maart 1959 zijn eerste zege behaalde op de Auto Club Raceway at Pomona. In 1960 ging hij van start in het door de SCCA georganiseerde sportwagenkampioenschap in een Lotus 15. In 1961 ruilde hij deze in voor een Maserati Birdcage, die hij bij Jim Hall kocht. Met deze auto won hij vier races.
Naast zijn activiteiten in het SCCA-kampioenschap nam Parsons ook regelmatig deel aan het USSRC-sportwagenkampioenschap. In beide klassen behaalde hij meerdere zeges, maar werd hij nooit kampioen. In 1966 nam hij voor het eerst deel aan de Can-Am. In een McLaren M1B werd hij achtste in de eindstand. In 1969 beleefde hij zijn beste seizoen in de klasse met een derde plaats. Hij reed dat jaar in een auto van Lola en eindigde enkel achter de McLaren-fabriekscoureurs Bruce McLaren en Denny Hulme.
In 1969 behaalde Parsons internationaal gezien zijn grootste overwinning in de 24 uur van Daytona. Hij reed voor het team Roger Penske Sunoco Racing samen met Mark Donohue in een Lola T70 Mk.3B GT. Eigenlijk zou Ronnie Bucknum in deze auto plaatsnemen, maar Parsons werd kort voor de race opgeroepen als zijn vervanger nadat hij in een motorongeluk een vinger brak. Eind jaren '60 en begin jaren '70 nam hij voornamelijk deel aan sportwagenraces voor het North American Racing Team. Hij reed tweemaal de 24 uur van Le Mans en driemaal de 12 uur van Sebring. In Le Mans kwam hij in geen van beide races aan de finish, terwijl hij in Sebring in 1970 zijn beste resultaat haalde met een zesde plaats, die hij deelde met Mike Parkes. Na het seizoen 1972 beëindigde hij zijn autosportcarrière.
Op 3 januari 1999 overleed Parsons op 74-jarige leeftijd aan een hersenbloeding.